# Coll de la Guilla (els Prats de Molló i la Presta)
El Coll de la Guilla és una collada situada a 1.194,5 m alt del terme comunal de Prats de Molló i la Presta, a prop del termenal amb la Menera, tots dos de la comarca del Vallespir, a la Catalunya del Nord.
És a la zona sud-oriental del terme de Prats de Molló i la Presta. És a la carretera D115, a mitjana distància entre la vila de Prats de Molló i el Coll d'Ares, a prop i al sud-oest del Coll de la Cella.